# Baden bei Wien

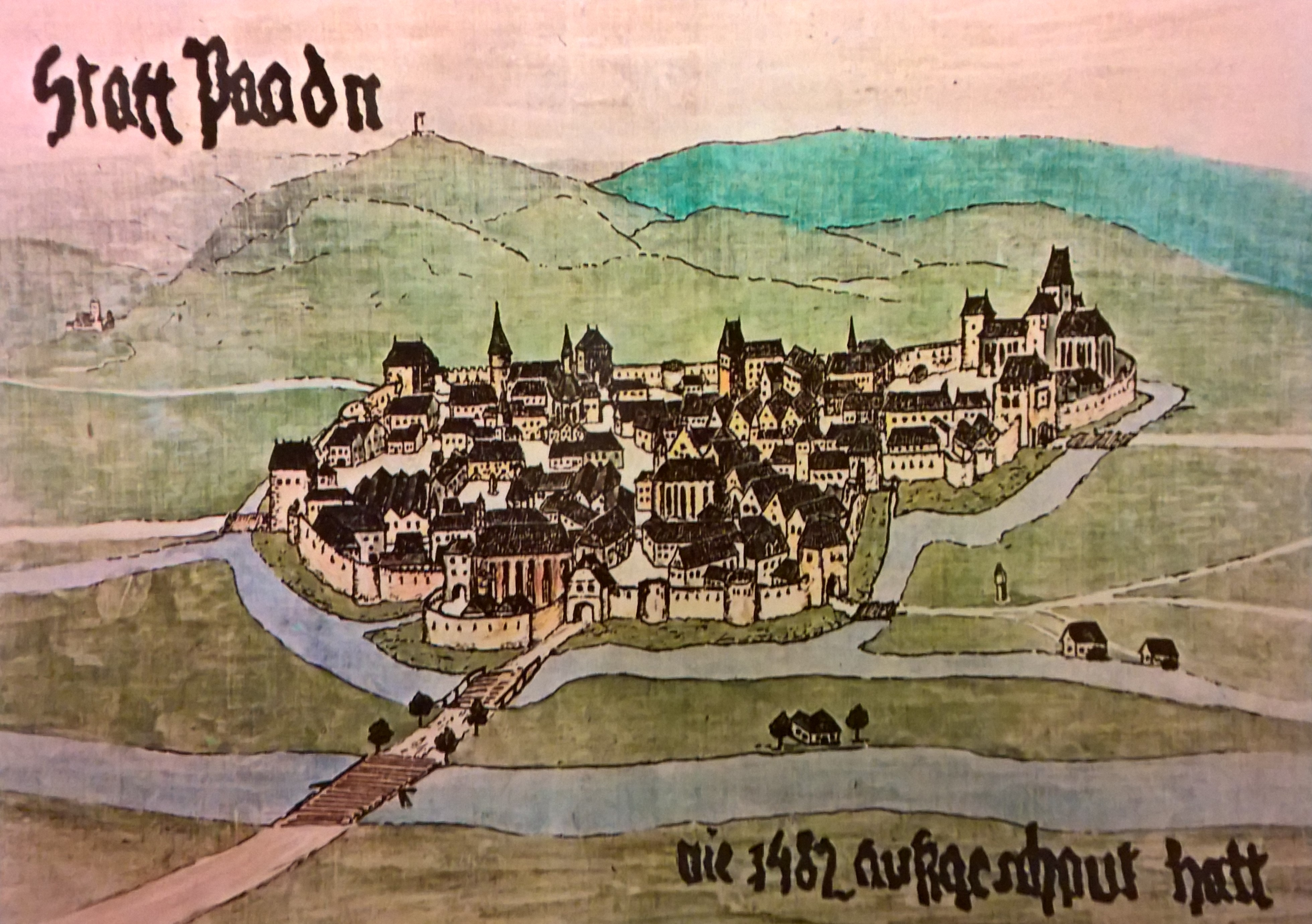
Il·lustració de Baden el 1482.

Baden bei Wien és una localitat balneari austríaca de la Baixa Àustria i capital del districte de Baden localitzada a 26 km al sud de Viena, Wiener Neustadt. Encara que la seva toponímia oficial és simplement Baden, se sol recórrer al nom de la capital estatal per diferenciar-lo d'altres localitats del mateix nom com Baden-Baden (Alemanya) o Baden (Suïssa). El municipi està format per les parròquies de Braiten, Gamingerhof, Leesdorf, Mitterberg, Rauhenstein i Weikersdorf.